# 梧棲区

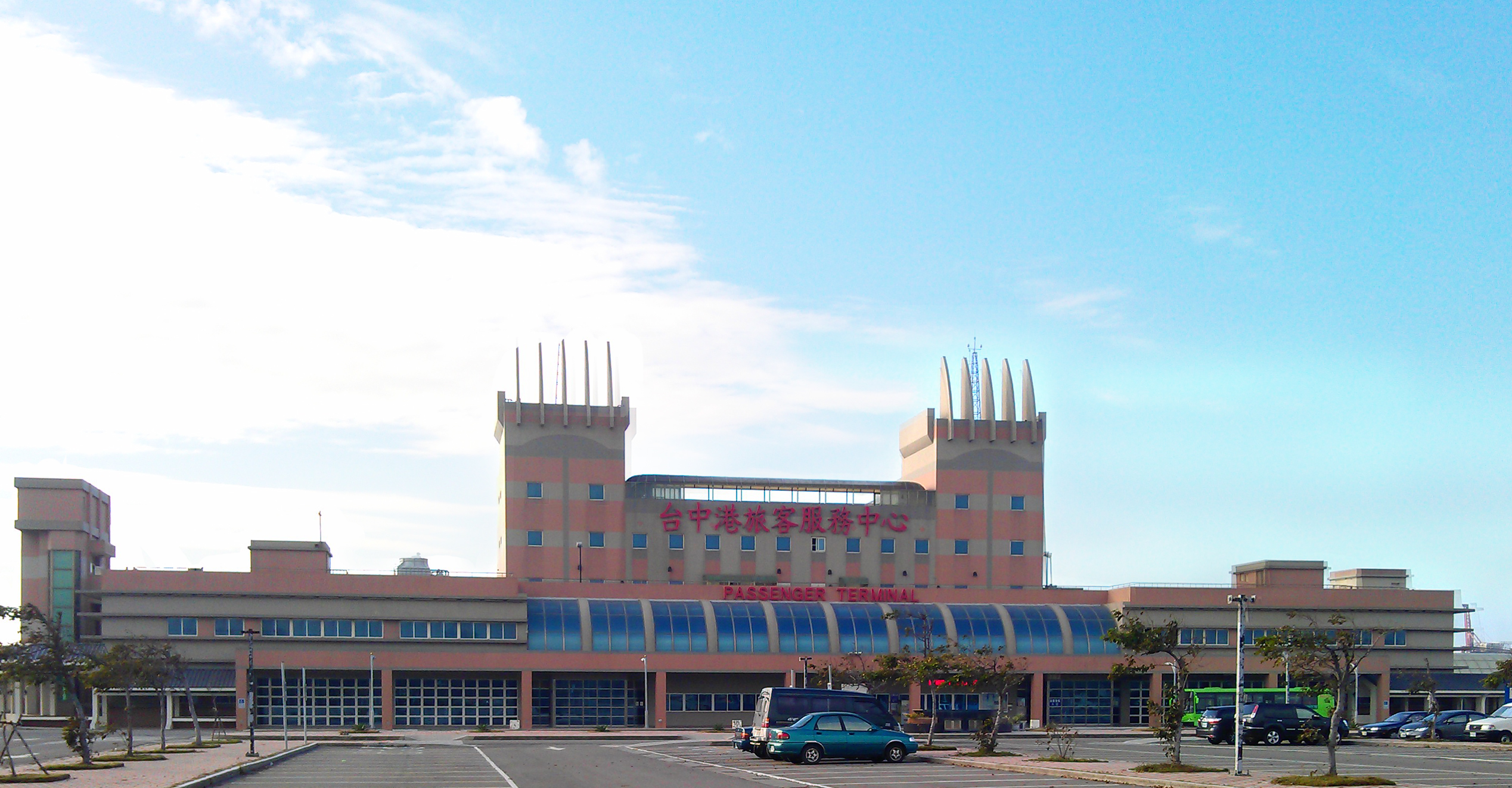
台中港旅客ターミナル

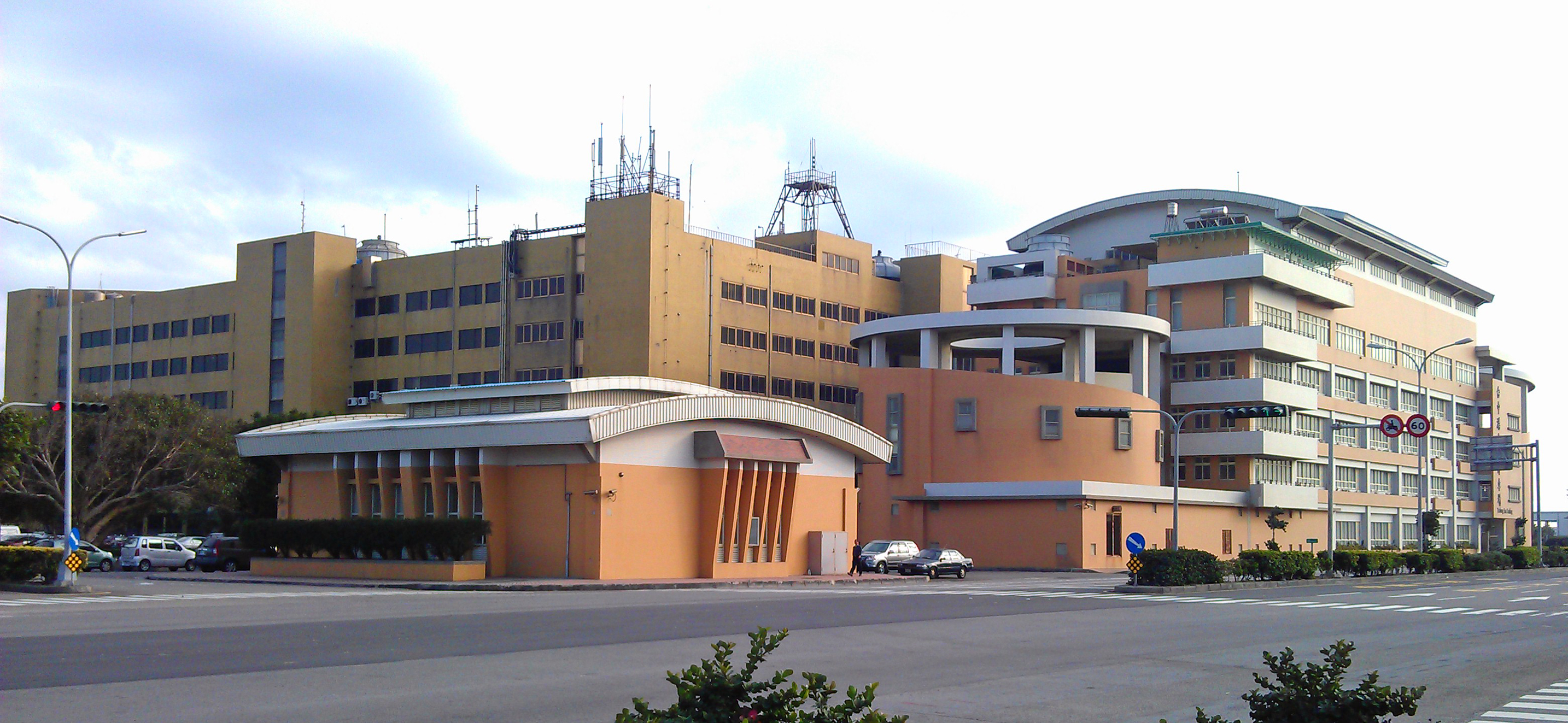
台中港総合事務ビル

梧棲区（ウーチー/ごせい-く）は台中市の市轄区。

## 地理
梧棲区は台中市西部に位置し、東は沙鹿区と、西は台湾海峡と、北は清水区と、南は龍井区とそれぞれ接している。東西は約3.75Km、南北は4.42Kmであり、平均海抜は4.7m、北東から南西にかけて緩やかな下り勾配を形成している

## 歴史
梧棲は古くは「竹筏穴」または 「五叉港」と称されていた。現在の地名は「鳳非梧不棲，非霊泉不飲，非竹宝不食」から命名されたものである。
梧棲に於いて漢人による開発が始まったのは清代の康熙末年である。当時は泉州府安渓、晋江、南安などからの少数の移民により小規模開発されたにすぎなかった。しかし乾隆年間になると福建有より大型帆船による海上貿易が開始されると、梧棲の開発は急速に進むようになった。道光年間には港が栄、桟橋に商船が舳先を連ね、貨物を運搬する牛車は千輌を数えるほどの繁栄を極めた。
道光年間は「鰲西」と称され大肚中堡に帰属していたが、1891年に梧棲港と改称され、現在の地名となった。日本統治時代の1920年、台湾の地方行政区改革により梧棲と沙鹿の鴨母寮が合併し、台中州大甲郡梧棲港街となった。また日本政府により梧棲に建港建設（新高港）が決定されたが、日本の降伏により工事途中で放棄されている。台湾の中華民国への編入後は台中県梧棲鎮となり、2010年12月25日の台中県市合併・直轄市昇格に伴って梧棲区となり、現在に至る。

## 経済

### 農業
梧棲区の農業は水稲、野菜、ランが中心である。水稲栽培は主に南簡、福德、大庄、大村、興農、永寧、永安里地区で行なわれ、作付面積は600エーカーを超える。野菜は葉野菜を中心として全域での栽培となっている。梧棲区の農業の特長として知られているのがランの栽培である。現在は洋ランを中心に栽培され、今後は専業化とハイテク化を目指す農業モデルとして期待されている。

### 漁業
政府は台湾中部の漁業振興を目的に1980年、8億5,000万元を投資して梧棲漁港を大規模回収し、1984年5月より正式に供用された。梧棲漁港は台湾でトップクラスの規模を誇る大型漁業であり水域面積27エーカー、陸地面積2.4エーカー、収容能力は50t以下の漁船を245隻収容することができる。
漁港供用開始当初は商港法の制約があり、漁船の出港に制約があり不便を期待したが、その規制も次第に緩和され、1989年に自由通行が実現すると、各漁業施設が建設されるようになり，その当時の台湾省漁業局（現 行政院農業委員会漁業署）は1992年8月28日、梧棲漁港を正式に由台中港務局の管轄に移管させ、港湾需要に応えると同時にレジャー観光業での発展も計画された。現在漁港には卸売り市場の他に、漁民センター、休日魚市場、漁具販売区、魚網整備場、漁船整備施設、倉庫、駐車場、観光客休憩所、漁港公園等が設置され、鮮魚や乾物の他、各種海鮮料理を提供する飲食店が整備されている。
梧棲漁港では本地漁船は多くなかったが、休日魚市場魚と漁具販売区が設置されると漁港内で水産物を販売し利益を上げる動きが強まり、台東や澎湖の漁船船籍を移動し、漁民自らも移籍するケースも出現している。現在梧棲港籍の漁船は五十隻を超えている。大部分は50t以下の小型船舶であり、近海漁港に従事しているが、これ以外にも両岸関係の改善により大陸関係の漁業資源を取扱う可能性を有す等、潜在的な発展の可能性はなお大きい。

### 牧畜業
都市化が進み、人口が増加した梧棲鎮では環境への影響を考慮し小規模の牧畜業として、養豚場、養鶏場、養鴨場を中心に存在している。近年台湾がWTOに加盟したことと、環境保全設備の整備が行政により指導され、高額な設備投資が必要になったことから生産性の低い業者は淘汰されつつある。今後は生産性を高め、国際競争力を如何に向上させるかが課題となっている。

### 工業
工業方面では梧棲区内に1980年に143エーカの関連工業区が完成し、現在100社を超える工場が操業し、5,000人を超える雇用を創出し、1,000億台湾ドル（約3,500億円）の生産額を誇る。関連工業区内の産業は食品加工、プラスチック製造、紙器関連、化学、電子電気、紡績、木材加工、金属加工、自動車修理が大部分であり、その中でもガラスを生産する台玻工業の規模が最も大きく30エーカー余を占有している。その他の大規模工場としては愛地雅、福大棉業、盛香珍、華元食品などがある。

## 行政区
| 地区     | 里                                             |
| -------- | ---------------------------------------------- |
| 梧棲港街 | 頂寮里、下寮里、中正里、中和里、文化里、安仁里 |
| 草湳     | 草湳里                                         |
| 南簡     | 南簡里、福徳里                                 |
| 大庄     | 大庄里、大村里、興農里                         |
| 鴨母寮   | 永寧里、永安里                                 |

## 歴代区長
| 代 | 氏名 | 任期 |
| -- | ---- | ---- |

## 教育

### 高級中学
- 台中市立中港高級中学

### 国民中学
- 台中市梧棲国民中学

### 国民小学
- 台中市梧棲区梧棲国民小学
- 台中市梧棲区中正国民小学
- 台中市梧棲区梧南国民小学
- 台中市梧棲区中港国民小学
- 台中市梧棲区永寧国民小学

## 交通

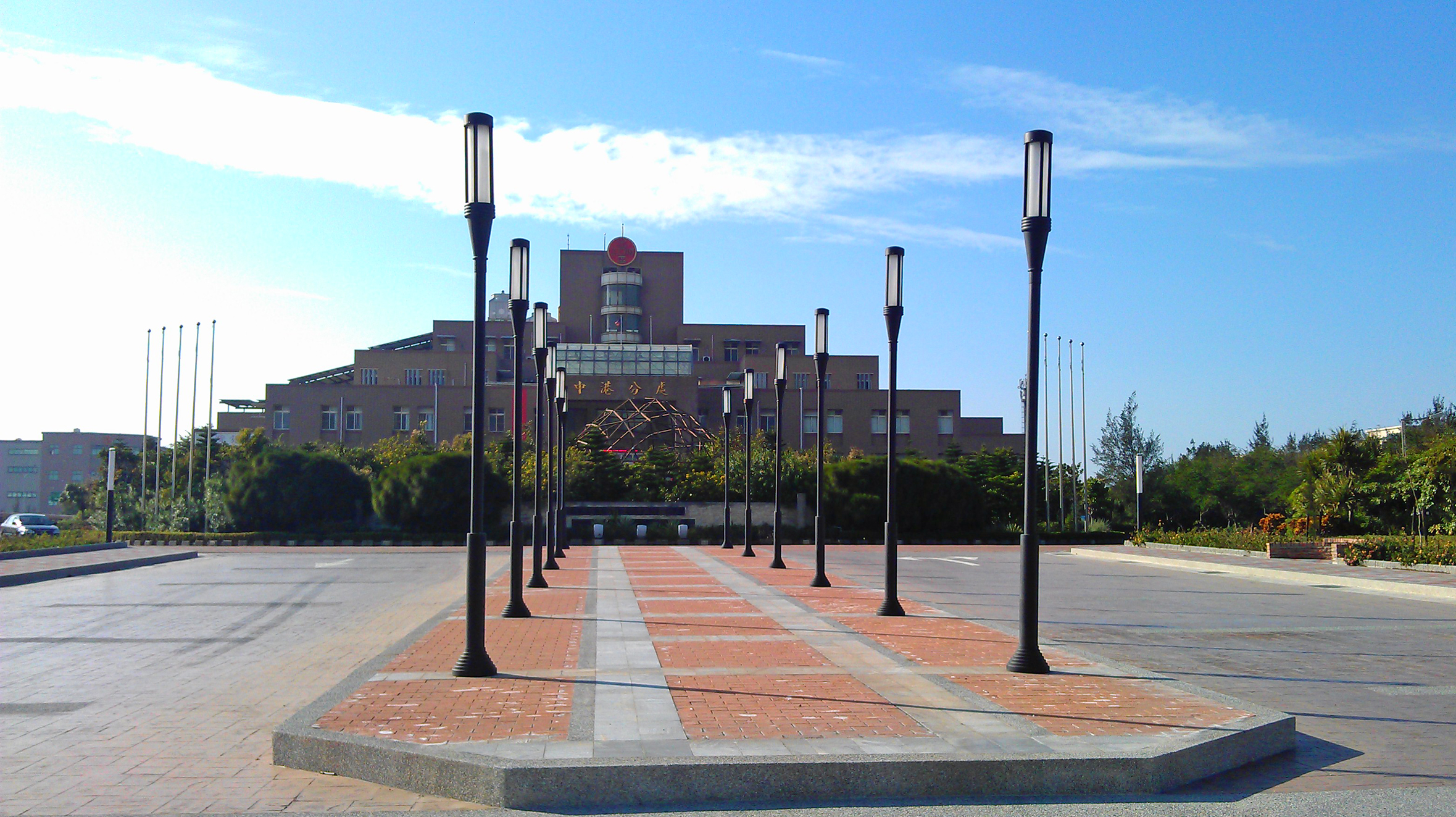
経済部加工輸出区事務所中港支所ビル

| 種別 | 路線名称 | その他 |
| ---- | -------- | ------ |
| 省道 | 台1線    |        |
| 省道 | 台12線   |        |
| 省道 | 台17線   |        |
| 省道 | 台61線   |        |

## 観光
- 梧棲老街
- 大庄浩天宮（中国語版）
- 梧棲真武宮（中国語版）

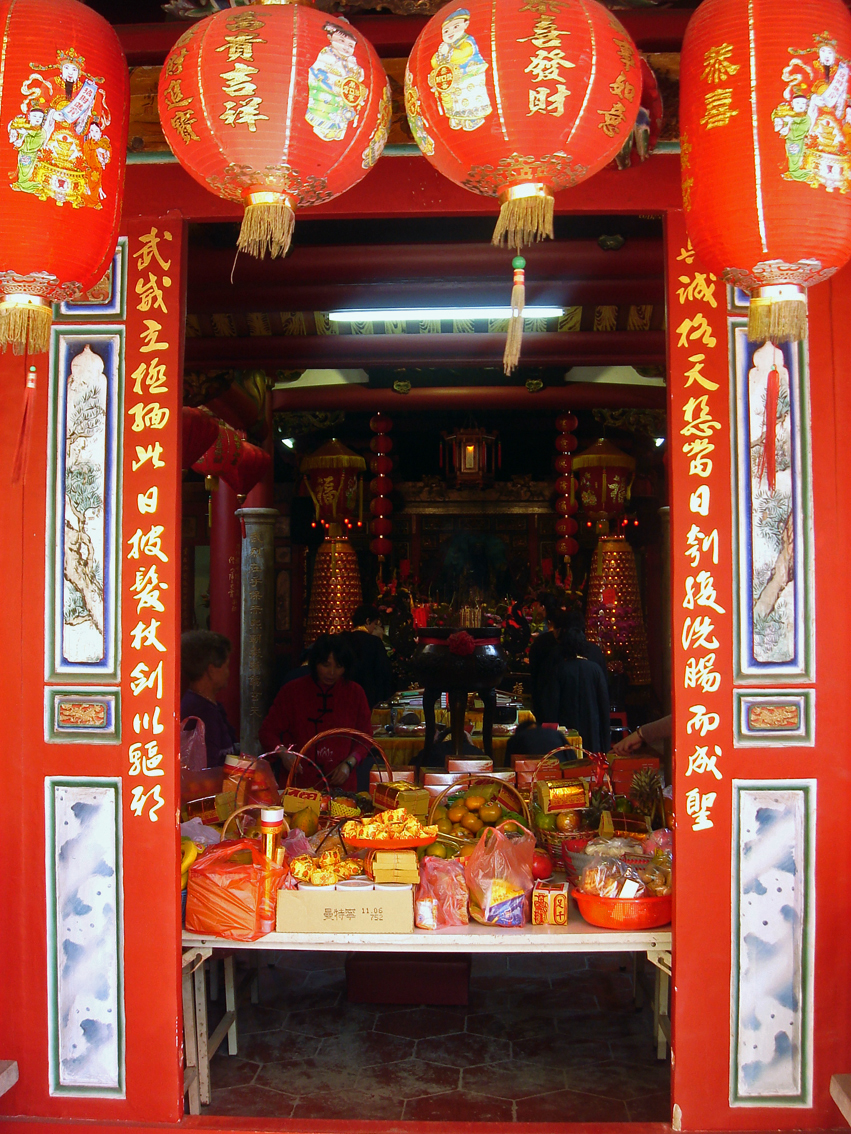
梧棲真武宮

- 旧梧棲警察官吏派出所および宿舎群（中国語版）
- 新天地餐飲集団（中国語版）
- 台中港